# 2012-es Formula–1 koreai nagydíj
A koreai nagydíj volt a 2012-es Formula–1 világbajnokság tizenhatodik futama, amelyet 2012. október 12. és október 14. között rendeztek meg a Korean International Circuit-en.

## Szabadedzések

### Első szabadedzés
A koreai nagydíj első szabadedzését október 12-én, pénteken délelőtt tartották.
| helyezés | versenyző           | csapat/motor         | elért idő | különbség | futott kör |
| -------- | ------------------- | -------------------- | --------- | --------- | ---------- |
| 1        | Lewis Hamilton      | McLaren-Mercedes     | 1:39,148  | −         | 23         |
| 2        | Fernando Alonso     | Ferrari              | 1:39,450  | +0,302    | 21         |
| 3        | Mark Webber         | Red Bull-Renault     | 1:39,575  | +0,427    | 21         |
| 4        | Felipe Massa        | Ferrari              | 1:39,854  | +0,706    | 23         |
| 5        | Sebastian Vettel    | Red Bull-Renault     | 1:40,088  | +0,940    | 21         |
| 6        | Michael Schumacher  | Mercedes             | 1:40,221  | +1,073    | 21         |
| 7        | Nico Rosberg        | Mercedes             | 1:40,396  | +1,248    | 24         |
| 8        | Romain Grosjean     | Lotus-Renault        | 1:40,422  | +1,274    | 22         |
| 9        | Paul di Resta       | Force India-Mercedes | 1:40,440  | +1,292    | 19         |
| 10       | Jenson Button       | McLaren-Mercedes     | 1:40,480  | +1,332    | 21         |
| 11       | Kimi Räikkönen      | Lotus-Renault        | 1:40,929  | +1,781    | 14         |
| 12       | Pastor Maldonado    | Williams-Renault     | 1:41,048  | +1,900    | 25         |
| 13       | Jules Bianchi       | Force India-Mercedes | 1:41,140  | +1,992    | 21         |
| 14       | Kobajasi Kamui      | Sauber-Ferrari       | 1:41,220  | +2,072    | 19         |
| 15       | Sergio Pérez        | Sauber-Ferrari       | 1:41,514  | +2,366    | 20         |
| 16       | Daniel Ricciardo    | Toro Rosso-Ferrari   | 1:41,596  | +2,448    | 23         |
| 17       | Jean-Éric Vergne    | Toro Rosso-Ferrari   | 1:42,021  | +2,873    | 25         |
| 18       | Valtteri Bottas     | Williams-Renault     | 1:42,027  | +2,879    | 23         |
| 19       | Heikki Kovalainen   | Caterham-Renault     | 1:42,104  | +2,956    | 24         |
| 20       | Timo Glock          | Marussia-Cosworth    | 1:42,175  | +3,027    | 13         |
| 21       | Charles Pic         | Marussia-Cosworth    | 1:42,706  | +3,558    | 22         |
| 22       | Giedo van der Garde | Caterham-Renault     | 1:42,820  | +3,672    | 19         |
| 23       | Pedro de la Rosa    | HRT-Cosworth         | 1:44,517  | +5,369    | 23         |
| 24       | Dani Clos           | HRT-Cosworth         | 1:45,735  | +6,587    | 22         |

### Második szabadedzés
A koreai nagydíj második szabadedzését október 12-én, pénteken délután tartották.
| helyezés | versenyző          | csapat/motor         | elért idő | különbség | futott kör |
| -------- | ------------------ | -------------------- | --------- | --------- | ---------- |
| 1        | Sebastian Vettel   | Red Bull-Renault     | 1:38,832  | −         | 33         |
| 2        | Mark Webber        | Red Bull-Renault     | 1:38,864  | +0,032    | 33         |
| 3        | Fernando Alonso    | Ferrari              | 1:39,160  | +0,328    | 28         |
| 4        | Jenson Button      | McLaren-Mercedes     | 1:39,219  | +0,387    | 29         |
| 5        | Michael Schumacher | Mercedes             | 1:39,330  | +0,498    | 31         |
| 6        | Felipe Massa       | Ferrari              | 1:39,422  | +0,590    | 30         |
| 7        | Nico Rosberg       | Mercedes             | 1:39,584  | +0,752    | 36         |
| 8        | Lewis Hamilton     | McLaren-Mercedes     | 1:39,717  | +0,885    | 25         |
| 9        | Nico Hülkenberg    | Force India-Mercedes | 1:39,739  | +0,907    | 33         |
| 10       | Kimi Räikkönen     | Lotus-Renault        | 1:39,839  | +1,007    | 26         |
| 11       | Romain Grosjean    | Lotus-Renault        | 1:39,957  | +1,125    | 28         |
| 12       | Bruno Senna        | Williams-Renault     | 1:40,089  | +1,257    | 32         |
| 13       | Paul di Resta      | Force India-Mercedes | 1:40,112  | +1,280    | 34         |
| 14       | Kobajasi Kamui     | Sauber-Ferrari       | 1:40,445  | +1,613    | 28         |
| 15       | Sergio Pérez       | Sauber-Ferrari       | 1:40,745  | +1,913    | 11         |
| 16       | Jean-Éric Vergne   | Toro Rosso-Ferrari   | 1:40,789  | +1,957    | 31         |
| 17       | Daniel Ricciardo   | Toro Rosso-Ferrari   | 1:40,997  | +2,165    | 32         |
| 18       | Pastor Maldonado   | Williams-Renault     | 1:41,200  | +2,368    | 33         |
| 19       | Heikki Kovalainen  | Caterham-Renault     | 1:41,602  | +2,770    | 23         |
| 20       | Timo Glock         | Marussia-Cosworth    | 1:42,596  | +3,764    | 28         |
| 21       | Charles Pic        | Marussia-Cosworth    | 1:43,066  | +4,234    | 21         |
| 22       | Vitalij Petrov     | Caterham-Renault     | 1:43,067  | +4,235    | 22         |
| 23       | Narain Karthikeyan | HRT-Cosworth         | 1:43,869  | +5,037    | 36         |
| 24       | Pedro de la Rosa   | HRT-Cosworth         | 1:44,533  | +5,701    | 24         |

### Harmadik szabadedzés
A koreai nagydíj harmadik szabadedzését október 13-án szombaton délelőtt tartották.
| helyezés | versenyző          | csapat/motor         | elért idő | különbség | futott kör |
| -------- | ------------------ | -------------------- | --------- | --------- | ---------- |
| 1        | Sebastian Vettel   | Red Bull-Renault     | 1:37,642  | −         | 17         |
| 2        | Lewis Hamilton     | McLaren-Mercedes     | 1:38,169  | +0,527    | 12         |
| 3        | Jenson Button      | McLaren-Mercedes     | 1:38,511  | +0,869    | 13         |
| 4        | Romain Grosjean    | Lotus-Renault        | 1:38,582  | +0,940    | 16         |
| 5        | Kimi Räikkönen     | Lotus-Renault        | 1:38,666  | +1,024    | 18         |
| 6        | Fernando Alonso    | Ferrari              | 1:38,705  | +1,063    | 12         |
| 7        | Mark Webber        | Red Bull-Renault     | 1:38,766  | +1,124    | 7          |
| 8        | Felipe Massa       | Ferrari              | 1:38,791  | +1,149    | 13         |
| 9        | Pastor Maldonado   | Williams-Renault     | 1:38,833  | +1,191    | 16         |
| 10       | Nico Hülkenberg    | Force India-Mercedes | 1:38,932  | +1,290    | 17         |
| 11       | Sergio Pérez       | Sauber-Ferrari       | 1:38,954  | +1,312    | 17         |
| 12       | Nico Rosberg       | Mercedes             | 1:39,010  | +1,368    | 20         |
| 13       | Michael Schumacher | Mercedes             | 1:39,150  | +1,508    | 18         |
| 14       | Paul di Resta      | Force India-Mercedes | 1:39,156  | +1,514    | 18         |
| 15       | Kobajasi Kamui     | Sauber-Ferrari       | 1:39,345  | +1,703    | 14         |
| 16       | Jean-Éric Vergne   | Toro Rosso-Ferrari   | 1:39,448  | +1,806    | 17         |
| 17       | Daniel Ricciardo   | Toro Rosso-Ferrari   | 1:39,537  | +1,895    | 18         |
| 18       | Bruno Senna        | Williams-Renault     | 1:39,706  | +2,064    | 18         |
| 19       | Vitalij Petrov     | Caterham-Renault     | 1:41,114  | +3,472    | 14         |
| 20       | Heikki Kovalainen  | Caterham-Renault     | 1:41,437  | +3,795    | 19         |
| 21       | Charles Pic        | Marussia-Cosworth    | 1:41,684  | +4,042    | 16         |
| 22       | Timo Glock         | Marussia-Cosworth    | 1:42,062  | +4,420    | 15         |
| 23       | Narain Karthikeyan | HRT-Cosworth         | 1:42,845  | +5,203    | 15         |
| 24       | Pedro de la Rosa   | HRT-Cosworth         | 1:42,882  | +5,240    | 14         |

## Időmérő edzés
A koreai nagydíj időmérő edzését október 13-án, szombaton futották.
| helyezés                                     | rajtszám | versenyző          | csapat/motor         | 1. rész    | 2. rész  | 3. rész  | rajthely |
| -------------------------------------------- | -------- | ------------------ | -------------------- | ---------- | -------- | -------- | -------- |
| 1                                            | 2        | Mark Webber        | Red Bull-Renault     | 1:38,397   | 1:38,220 | 1:37,242 | 1        |
| 2                                            | 1        | Sebastian Vettel   | Red Bull-Renault     | 1:38,208   | 1:37,767 | 1:37,316 | 2        |
| 3                                            | 4        | Lewis Hamilton     | McLaren-Mercedes     | 1:39,180   | 1:38,000 | 1:37,469 | 3        |
| 4                                            | 5        | Fernando Alonso    | Ferrari              | 1:39,144   | 1:37,987 | 1:37,534 | 4        |
| 5                                            | 9        | Kimi Räikkönen     | Lotus-Renault        | 1:38,887   | 1:38,227 | 1:37,625 | 5        |
| 6                                            | 6        | Felipe Massa       | Ferrari              | 1:38,937   | 1:38,253 | 1:37,884 | 6        |
| 7                                            | 10       | Romain Grosjean    | Lotus-Renault        | 1:38,863   | 1:38,275 | 1:37,934 | 7        |
| 8                                            | 12       | Nico Hülkenberg    | Force India-Mercedes | 1:38,981   | 1:38,428 | 1:38,266 | 8        |
| 9                                            | 8        | Nico Rosberg       | Mercedes             | 1:38,999   | 1:38,417 | 1:38,361 | 9        |
| 10                                           | 7        | Michael Schumacher | Mercedes             | 1:38,808   | 1:38,436 | 1:38,513 | 10       |
| 11                                           | 3        | Jenson Button      | McLaren-Mercedes     | 1:38,615   | 1:38,441 |          | 11       |
| 12                                           | 15       | Sergio Pérez       | Sauber-Ferrari       | 1:38,630   | 1:38,460 |          | 12       |
| 13                                           | 14       | Kobajasi Kamui     | Sauber-Ferrari       | 1:38,719   | 1:38,594 |          | 13       |
| 14                                           | 11       | Paul di Resta      | Force India-Mercedes | 1:38,942   | 1:38,643 |          | 14       |
| 15                                           | 18       | Pastor Maldonado   | Williams-Renault     | 1:39,024   | 1:38,725 |          | 15       |
| 16                                           | 16       | Daniel Ricciardo   | Toro Rosso-Ferrari   | 1:38,784   | 1:39,084 |          | 21[1]    |
| 17                                           | 17       | Jean-Éric Vergne   | Toro Rosso-Ferrari   | 1:38,774   | 1:39,340 |          | 16       |
| 18                                           | 19       | Bruno Senna        | Williams-Renault     | 1:39,443   |          |          | 17       |
| 19                                           | 21       | Vitalij Petrov     | Caterham-Renault     | 1:40,207   |          |          | 18       |
| 20                                           | 20       | Heikki Kovalainen  | Caterham-Renault     | 1:40,333   |          |          | 19       |
| 21                                           | 25       | Charles Pic        | Marussia-Cosworth    | 1:41,317   |          |          | 24[2]    |
| 22                                           | 24       | Timo Glock         | Marussia-Cosworth    | 1:41,371   |          |          | 20       |
| 23                                           | 22       | Pedro de la Rosa   | HRT-Cosworth         | 1:42,881   |          |          | 22       |
| Nem érték el a 107%-os időlimitet (1:45,082) |          |                    |                      |            |          |          |          |
| -                                            | 23       | Narain Karthikeyan | HRT-Cosworth         | idő nélkül |          |          | 23       |
| Forrás:                                      |          |                    |                      |            |          |          |          |

Megjegyzés:
- ↑ 1:  — Daniel Ricciardo 5 helyes rajtbüntetést kapott váltócsere miatt.[2]
- ↑ 2:  — Charles Pic 10 helyes rajtbüntetést kapott, mert meghaladta a maximálisan engedélyezett motorok használatát.[3]

## Futam
A koreai nagydíj futama október 14-én, vasárnap rajtolt.
| helyezés | rajtszám | versenyző          | csapat/motor         | futott kör | idő/kiesés oka   | rajthely | pont |
| -------- | -------- | ------------------ | -------------------- | ---------- | ---------------- | -------- | ---- |
| 1        | 1        | Sebastian Vettel   | Red Bull-Renault     | 55         | 1:36:28,651      | 2        | 25   |
| 2        | 2        | Mark Webber        | Red Bull-Renault     | 55         | +8,231           | 1        | 18   |
| 3        | 5        | Fernando Alonso    | Ferrari              | 55         | +13,944          | 4        | 15   |
| 4        | 6        | Felipe Massa       | Ferrari              | 55         | +20,168          | 6        | 12   |
| 5        | 9        | Kimi Räikkönen     | Lotus-Renault        | 55         | +36,739          | 5        | 10   |
| 6        | 12       | Nico Hülkenberg    | Force India-Mercedes | 55         | +45,301          | 8        | 8    |
| 7        | 10       | Romain Grosjean    | Lotus-Renault        | 55         | +54,812          | 7        | 6    |
| 8        | 17       | Jean-Éric Vergne   | Toro Rosso-Ferrari   | 55         | +1:09,589        | 16       | 4    |
| 9        | 16       | Daniel Ricciardo   | Toro Rosso-Ferrari   | 55         | +1:11,787        | 21       | 2    |
| 10       | 4        | Lewis Hamilton     | McLaren-Mercedes     | 55         | +1:19,692        | 3        | 1    |
| 11       | 15       | Sergio Pérez       | Sauber-Ferrari       | 55         | +1:20,062        | 12       |      |
| 12       | 11       | Paul di Resta      | Force India-Mercedes | 55         | +1:24,448        | 14       |      |
| 13       | 7        | Michael Schumacher | Mercedes             | 55         | +1:29,241        | 10       |      |
| 14       | 18       | Pastor Maldonado   | Williams-Renault     | 55         | +1:34,924        | 15       |      |
| 15       | 19       | Bruno Senna        | Williams-Renault     | 55         | +1:36,902        | 17       |      |
| 16       | 21       | Vitalij Petrov     | Caterham-Renault     | 54         | +1 kör           | 19       |      |
| 17       | 20       | Heikki Kovalainen  | Caterham-Renault     | 54         | +1 kör           | 19       |      |
| 18       | 24       | Timo Glock         | Marussia-Cosworth    | 54         | +1 kör           | 20       |      |
| 19       | 25       | Charles Pic        | Marussia-Cosworth    | 53         | +2 kör           | 24       |      |
| 20       | 23       | Narain Karthikeyan | HRT-Cosworth         | 53         | +2 kör           | 23       |      |
| ki       | 22       | Pedro de la Rosa   | HRT-Cosworth         | 16         | gázpedál         | 22       |      |
| ki       | 14       | Kobajasi Kamui     | Sauber-Ferrari       | 16         | baleseti sérülés | 13       |      |
| ki       | 8        | Nico Rosberg       | Mercedes             | 1          | baleset          | 9        |      |
| ki       | 3        | Jenson Button      | McLaren-Mercedes     | 0          | baleset          | 11       |      |
| Forrás:  |          |                    |                      |            |                  |          |      |

## A világbajnokság élmezőnyének állása a verseny után
| H   | Versenyzők       | Pont | H   | Konstruktőrök        | Pont |
| --- | ---------------- | ---- | --- | -------------------- | ---- |
| 1.  | Sebastian Vettel | 215  | 1.  | Red Bull-Renault     | 367  |
| 2.  | Fernando Alonso  | 209  | 2.  | Ferrari              | 290  |
| 3.  | Kimi Räikkönen   | 167  | 3.  | McLaren-Mercedes     | 284  |
| 4.  | Lewis Hamilton   | 153  | 4.  | Lotus-Renault        | 255  |
| 5.  | Mark Webber      | 152  | 5.  | Mercedes             | 136  |
| 6.  | Jenson Button    | 131  | 6.  | Sauber-Ferrari       | 116  |
| 7.  | Nico Rosberg     | 93   | 7.  | Force India-Mercedes | 89   |
| 8.  | Romain Grosjean  | 88   | 8.  | Williams-Renault     | 58   |
| 9.  | Felipe Massa     | 81   | 9.  | STR-Ferrari          | 21   |
| 10. | Sergio Pérez     | 66   | 10. | Marussia-Cosworth    | 0    |

(A teljes táblázat)